# Pasajul Român

Pasajul Român în 1935

Pasajul Român a fost un pasaj acoperit din București, executat în 1859 între arterele numite în prezent Calea Victoriei și strada Ion Câmpineanu. Pasajul a fost demolat în 1958.

## Realizarea pasajului
În 1857, Frederic Bossel, proprietarul casei Bossel, cumpără de la Pericle Ghica un teren de aproximativ 5.000 m², situat în nordul Casei Török, cu o străduță perpendiculară pe Podul Mogoșoaiei (azi Calea Victoriei), care cobora spre strada Știrbey Vodă – conform ortografiei vremii (azi strada Ion Câmpineanu). Străduța era flancată de ambele părți de mici prăvălii.
Bossel pardosește străduța cu lespezi de piatră și execută scări de piatră pentru coborîrea spre strada Câmpineanu. Apoi acoperă străduța cu un acoperiș de sticlă galbenă, dând naștere la pasajul inaugurat în 1859. Pasajul mai avea o ramură care ieșea tot în strada Câmpineanu, în spatele Teatrului Național.

## Ziarul Românul
În noul pasaj Constantin Alexandru Rosetti și-a instalat redacția ziarului ”Românulŭ” (după ortografia vremii) și tipografia. De la numele ziarului și-a luat și pasajul numele de Pasajul Român.
Ziarul apăruse pentru prima oară la 9 august 1857 ca o publicație săptămânală, devenind din 1859 o publicație zilnică. Românul a ajuns în foarte scurtă vreme o publicație foarte influentă. Avea de altfel cel mai ridicat tiraj dintre toate ziarele epocii, ridicându-se în 1863 la 2000 de exemplare, dintre care 1800 erau vândute pe bază de abonament. În evaluarea acestor cifre trebuie ținut seama de mărimea orașului din acea perioadă (de ordinul a 160.000 locuitori) și de gradul ridicat de analfabetism.
Ziarul prezenta punctul de vedere al partidului liberal-radical, condus de Ion C. Brătianu și C.A. Rosetti, Din cauza poziției sale împotriva lui Alexandru Ioan Cuza, ziarul a fost interzis de cenzură de mai multe ori. După interzicere, a apărut din nou sub denumirea de ”Libertatea” iar după ce și acesta a fost interzis, sub denumirea de “Conștiinția naționale” După abdicarea lui Cuza, la 11 februarie 1866, ziarul “Românul” a reintrat în legalitate și și-a reluat apariția, încetându-și publicarea în aprilie 1905.

## Pasajul Român în perioada anterioară primului război mondial

### Spații comerciale
Pasajul a devenit în scurtă vreme un loc de întâlnire și de plimbare. Eric Winterhalder, primul director al Casei de Economii și Consemnațiuni (CEC) descria în 1866 pasajul ca fiind “un edificiu construit cu cea mai mare eleganță arhitectonică, acoperit peste tot cu sticlă, pardosit cu asfalt, rivalizând cu cele mai renumite și mai frumoase pasaje din Paris”. 
Micile prăvălii inițiale au fost înlocuite de alte spații comerciale cares să atragă protipendada intelectuală a orașului, dintre care sunt demne de menționat:
- Restaurantul ”Filip”, la o vreme unul din cele mai bune din București, specializat în bucătărie franceză.
- Cafeneaua ”Briol” (numită ulterior cafeneaua ”Cazes”), care, în 1870, era singura cafenea occidentală din București, punând la dispoziția clienților și 7 mese de biliard. În cele din urmă numele ei a fost fixat la “Café Français”. Dintre obișnuiții acestei cafenele sunt de remarcat Bogdan Petriceicu Hașdeu, Alexandru Odobescu, V.A. Urechea, Ion Ghica, Dimitrie Papazoglu, Ion Ionescu de la Brad și mulți alții.
- Cafeneaua ”Radu în pasagiu” unde se jucau mai ales table sau cărți (jocul la modă fiind ghiordum). Aici se servea cafeaua după moda turcească, în ceșcuțe mici, numite filigene. Ceșcuțele nu aveau toartă, astfel încât, neputând ține ceașca în mână, clienții erau obligați să nu bea cafeaua prea fierbinte. În acea vreme se considera că fierbințeala nu era bună pentru stomac. De asemenea se mai putea fuma narghilea.
- Librăria “Müler”, una din cele mai cunoscute din București în anii 1860-1870,
- Cofetăria “Comorelli”, ținută de un patron italian. În timpul războiului Crimeii Comorelli l-a adus la București pe cofetarul polonez Fialkowki, care mai târziu și-a deschis propria cofetărie vis-à-vis de Teatrul Național. La sfârșitul veacului al XIX-ea, cofetăria Fialkowski, era unul din locurile renumite ale Bucureștilor.
- Atelierul de fotografii al vienezilor Zipser și Fritz, deschis la intrarea din spre strada Știrbey Vodă.
- Atelier fotografic al lui Moritz Benedict Baer, un fotograf de mare talent de la care au rămas vederi de o calitate deosebită din Bucureștii acelor vremuri. Fotografiile sale nu s-au bucurat însă de o apreciere deosebită în timpul vieții lui, astfel încât era permanent amenințat de faliment. De aceea, pe lângă fotografie, se ocupa și cu vânzarea de produse de papetărie și de materiale pentru litografii.

### Redacții de ziare și tipografii
Pe lângă tipografia lui C.A. Rosetti, în 1864 Carol Göbl, Walter și Petre Ispirescu înființează “Tipografia Lucrătorilor Asociați” pe care o instalează în Pasajul Român. Aici Petre Ispireascu a publicat poemele lui Dimitrie Bolintineanu, ediție care a fost distinsă cu o medalie de argint. Tot aici Petre Ispirescu a publicat revista “Tipograful Român” și “Unirea Democratică”. Tot această tipografie a tipărit și “Claponul” lui Ion Luca Caragiale.
La etajele superioare existau redacțiile ziarelor celor mai importante din București. Pe lângă redacția ziarului Românul, aici existau redacțiile ziarelor “Buciumul” lui Cezar Boliac, “Dâmbovița” lui Dimitrie Bolintineanu, “Reforma” și “Naționalul”. Tot aici erau redacțiile ziarelor umoristice: “Sarsăilă”, urmat de “Nichipercea” publicate de N.T. Orășanu, “Tânțarul” lui C.A. Rosetti, “Claponul” lui Ion Luca Caragiale, “Ghimpele” și “Satyrul”.
În 1869 are loc aici înființarea societății Românismul al lui C.H. Grandea, care avea sediul în același pasaj.

### Locuințe
La etajele superioare ale clădirilor adiacente existau locuințe. Aici stătea Villemot, un profesor de dans francez. Deasupra lui locuia Bonifaciu Florescu, profesor de limba franceză și de istorie, fiul lui Nicolae Bălcescu și al Luxiței Florescu. În clădirile învecinate au trăit pentru o vreme Nicolae Filimon și Nicolae Grigorescu.
Pasajul era un loc în jurul căruia se strângeau numeroși oameni du cultură ai epocii, parajul fiind denumit de ei și “Mica republică a artelor”. Unii scriitori fie au menționat pasajul în memoriile lor, fie l-au ales ca loc unde avea loc acțiunea din scrierile lor. Astfel, Iorgu Caragiale juca la Teatrul Național piesa de succes “Misterele din pasaj”, inspirată din scrierile lui Eugène Sue. 

## Pasajul Român după primul război mondial
Perioada primului război mondial a fost grea pentru București. Ocupat pentru aproape doi ani de forțele armate germane și austro-ungare, orașul a început să se îndrepte către o viață normală după revenirea administrației române. 
Dar influența Revoluției din Octombrie se extinde și în România. După un articol publicat de Cristian Racovski în ziarul “România Muncitoare” în care declara că “Cucerirea Basarabiei sau a Transilvaniei trebuie osândită de noi”, la 13 decembrie 1918 este organizată o manifestație socialistă cu lozincile “Jos armata! Jos regele! Trăiască Republica!” Principalii organizatori erau Cristian Racovski, tipografii Iancu Luchwig și Sami Steinberg, cizmarul Marcus Iancu, corectorul Marcel Blumenfeld, Ilie Moscovici, I.C. Frimu, Gheorghe Cristescu, D. Pop și alții. Manifestația trebuia să aibă loc în fața Teatrului Național. Forțele de ordine, formate din Regimentul 9 Vânători, Poliție și Jandarmerie, comandate de prefectul de poliție generalul Ștefănescu și de șeful garnizoanei București, generalul Mărgineanu se grupează în pasajul Român, comandamentul fiind instalat în sediul secției de poliție din pasaj. Din pasaj, generalul Mărgineanu telefonează primului ministru Ion I. C. Brătianu cerându-i autorizația de a interveni împotriva demonstranților.
Progresiv situația politică din București se liniștește și începe dezvoltarea orașului din perioada interbelică. Față de anii 1860 când fusese realizat pasajul situația economică se schimbase radical și puține lucruri din București mai aminteau de perioada lui Alexandru Ioan Cuza.
Tirajele ziarelor crescuseră și noile ziare aveau nevoie de tipografii mai mari și de redacții cu personal mai numeros. Treptat redacțiile ziarelor s-au mutat pe strada Sărindar sau strada Brezoianu. De asemenea tipografia lui Carol Göbl s-a extins și s-a mutat pe strada Doamnei.
Librăria Müller nu mai era una dintre cele mai importante din București, fiind depășită de librăriile Socec, Cartea Românească și Cioflec.
Localurile deveniseră și ele desuete și au fost abandonate pentru altele mai noi. Cafeneaua turcească nu-și mai avea niciun rost; chiar la sfârșitul secolului XIX nu mai existau nici măcar nostalgici care să fumeze narghilea. Restaurantul, cafeneaua și cofetăria nu mai erau la modă și locul de întâlnire devenise Capșa. În pasaj, locul lor le-a fost luat, încetul cu încetul de unități comerciale mai modeste.

## Demolarea Pasajului Român
La sfârșitul anilor 1930, cu ocazia sistematizării Căii Victoriei în vecinătatea palatului regal, s-a demolat partea din spre Calea Victoriei a pasajului, care era și cea mai interesantă. Clădirile care nu au fost demolate au fost grav afectate de cutremurul din 1940, ceea ce a dus la decăderea în continuare a pasajului.
După război, ar fi fost posibilă o renovare a pasajului și a întregii zone din jur, odată cu reconstrucția Teatrului Național, avariat de bombardamentele din 1944. Dar în anii 1950, tendința oficialităților nu era de a prezerva moștenirea culturală din trecut ci de a construi o capitală nouă socialistă. Vechiul teatru național nu a fost reconstruit, iar ceea ce mai dăinuia din Pasajul Român a fost complet demolat în 1958, ridicându-se în schimb blocul care adăpostește în prezent magazinul “Muzica”, bloc care nu are nici originalitatea nici farmecul vechiului pasaj. În mod ironic, pasajul a fost distrus tocmai în anul în care ar fi împlinit 100 de ani.
Singurul lucru care mai menționează trecutul este o placă comemorativa, cu inscripția "De sub teascurile Tipografiei Lucrătorilor Asociați, aflată pe acest loc, a apărut la 1 august 1865 ziarul Tipograful Român, una din primele publicații muncitorești din România". Nici măcar mențiunea că ziarul a fost publicat de Petre Ispirescu. De restul activităților din pasaj nu mai amintește nimic.